# Мухаммед Госсун
Мухаммед Госсун (араб. محمد غصون; 28 січня 1989) — сирійський боксер, чемпіон Азії та Азійських ігор серед аматорів.

## Аматорська кар'єра
На Середземноморських іграх 2009 завоював бронзову медаль.
На Азійських іграх 2010 став чемпіоном.
- У 1/8 фіналу переміг Василя Левіт (Казахстан) — 11-6
- У чвертьфіналі переміг Чон Чан Йонг (Південна Корея) — 10-1
- У півфіналі переміг Алі Мазахері (Іран) — 2-1
- У фіналі переміг Манпріта Сінґха (Індія) — 8-1

На чемпіонаті Азії 2011 став чемпіоном, у фіналі здолавши Ван Сюаньсюань (Китай).
Не зумів кваліфікуватися на Олімпійські ігри 2012.
На Азійських іграх 2014 програв у першому бою Мірзохіду Абдуллаєву (Узбекистан).